# 中央网络安全和信息化委员会办公室
中央网络安全和信息化委员会办公室（简称中央网信办），是中共中央办事机构及中央网络安全和信息化委员会的办事机构。国家互联网信息办公室（简称国家网信办）是国务院办事机构。中央网信办和国家网信办，一个机构两块牌子，编制列入中共中央直属机构序列（不计入国务院机构总数）。国家网信办经国务院授权负责中国互联网的内容管理执法。

## 沿革
2011年5月4日，经中华人民共和国国务院批准，决定设立国家互联网信息办公室（简称国家网信办），作为国务院办事机构，将原由中华人民共和国工业和信息化部承担的信息化推进和网络信息安全协调职责划入该办。国家互联网信息办公室不另设新的机构，在国务院新闻办公室加挂国家互联网信息办公室牌子。
2014年，中央网络安全和信息化领导小组成立，作为中共中央决策和议事协调机构，下设办事机构中央网络安全和信息化领导小组办公室（简称“中央网信办”），由国家互联网信息办公室承担具体职责。
2014年8月26日，《国务院关于授权国家互联网信息办公室负责互联网信息内容管理工作的通知》（国发〔2014〕33号）发出，国务院授权重新组建的国家互联网信息办公室负责全国互联网信息内容管理工作，并负责监督管理执法。
2014年10月，中央网信办面向社会公开选拔9名业务部门处级官员，分属5个业务部门：网络评论工作局、网络社会工作局、移动网络管理局、网络安全协调局、国际合作局。
2018年3月中共中央印发的《深化党和国家机构改革方案》称，“中央全面深化改革领导小组、中央网络安全和信息化领导小组、中央财经领导小组、中央外事工作领导小组改为委员会。为加强党中央对涉及党和国家事业全局的重大工作的集中统一领导，强化决策和统筹协调职责，将中央全面深化改革领导小组、中央网络安全和信息化领导小组、中央财经领导小组、中央外事工作领导小组分别改为中央全面深化改革委员会、中央网络安全和信息化委员会、中央财经委员会、中央外事工作委员会，负责相关领域重大工作的顶层设计、总体布局、统筹协调、整体推进、督促落实。”“4个委员会的办事机构分别为中央全面深化改革委员会办公室、中共中央网络安全和信息化委员会办公室、中央财经委员会办公室、中央外事工作委员会办公室。”方案同时称，将国家计算机网络与信息安全管理中心由工业和信息化部管理调整为由中央网络安全和信息化委员会办公室管理。
2022年7月7日，中央网络安全和信息化委员会办公室（国家互联网信息办公室）公布《数据出境安全评估办法》。9月2日起，中央网信办决定开始在全国范围内启动为期3个月的“清朗·打击网络谣言和虚假信息”专项行动。

## 职责
根据《国务院关于授权国家互联网信息办公室负责互联网信息内容管理工作的通知》（国发〔2014〕33号）等，中央网络安全和信息化委员会办公室（国家互联网信息办公室）承担下列职能：
1. 落实互联网信息传播方针政策和推动互联网信息传播法制建设，
2. 指导、协调、督促有关部门加强互联网信息内容管理，
3. 负责网络新闻业务及其他相关业务的审批和日常监管，
4. 指导有关部门做好网络游戏、网络视听、网络出版等网络文化领域业务布局规划，
5. 协调有关部门做好网络文化阵地建设的规划和实施工作，
6. 负责重点新闻网站的规划建设，
7. 组织、协调网上宣传工作，依法查处违法违规网站，
8. 指导有关部门督促电信运营企业、接入服务企业、域名注册管理和服务机构等做好域名注册、互联网地址（IP地址）分配、网站登记备案、接入等互联网基础管理工作，
9. 在职责范围内指导各地互联网有关部门开展工作。

## 机构设置
根据有关规定，中央网络安全和信息化委员会办公室（国家互联网信息办公室）设置下列机构：

### 内设机构
- 秘书局
- 干部局
- 政策研究局
- 法规局
- 网络传播局
- 网络综合协调管理和执法督查局
- 网络综合治理局
- 网络管理技术局
- 移动网络管理局[8]
- 网络评论工作局[8]
- 网络社会工作局[8]
- 网络安全协调局
- 信息化发展局
- 网络数据与技术局
- 信息服务管理局
- 网络应急管理和网络舆情局
- 国际合作局[8]
- 网络安全审查办公室[14]
- 财务局
- 机关党委

### 直属事业单位
- 网络安全应急指挥中心
- 机关服务中心
- 培训中心
- 违法和不良信息举报中心[15]
- 中国互联网发展基金会[16]
- 中国网络空间研究院[17]
- 国家计算机网络与信息安全管理中心
- 互联网舆情中心
- 专家咨询委员会秘书处
- 国家信息技术安全研究中心
- 中央网信办（国家网信办）数据与技术保障中心
- 中央网信办（国家网信办）网信发展教育中心

## 历任领导
| 中央网络安全和信息化委员会办公室（国家互联网信息办公室）主任 （2014年前为国家网信办主任，2014年起为中央网信办主任、国家网信办主任） 1. 王 晨（2011年5月－2013年4月） 2. 鲁 炜（2013年4月26日－2016年6月29日） 3. 徐 麟（2016年6月29日－2018年7月31日） 4. 庄荣文（2018年7月31日－） | 中央网络安全和信息化委员会办公室（国家互联网信息办公室）副主任 （2014年前为国家网信办副主任，2014年起为中央网信办副主任、国家网信办副主任） - 钱小芊（2011年5月－2013年4月22日） - 奚国华（2011年5月－？，工业和信息化部副部长兼） - 张新枫（2011年5月－2016年3月7日，公安部副部长兼） - 尚 冰（？－2016年3月7日，工业和信息化部副部长兼） - 陈智敏（？－，公安部副部长兼） - 李伍峰（2012年7月26日－2013年6月20日，专职副主任（副部长级）） - 王秀军（2012年9月6日－2017年6月26日，专职副主任（副部长级）） - 彭 波（2012年9月6日－2015年8月12日，专职副主任（副部长级）） - 任贤良（2013年10月21日－？，专职副主任） - 徐 麟（2015年6月21日－2016年6月29日） - 庄荣文（2015年8月13日－2018年4月23日） - 杨小伟（2017年6月－2021年8月19日） - 刘烈宏（2018年7月－2020年7月10日） - 盛荣华（2019年5月－2023年3月） - 赵泽良（2020年2月－2023年10月） - 牛一兵（2020年12月－） - 曹淑敏（2022年1月－2023年5月） - 王崧 （2023年7月－2025年4月） - 王京涛（2023年10月－） - 杨建文（2024年5月－） - 李长喜（2025年5月－） |